# 白介素-7受体

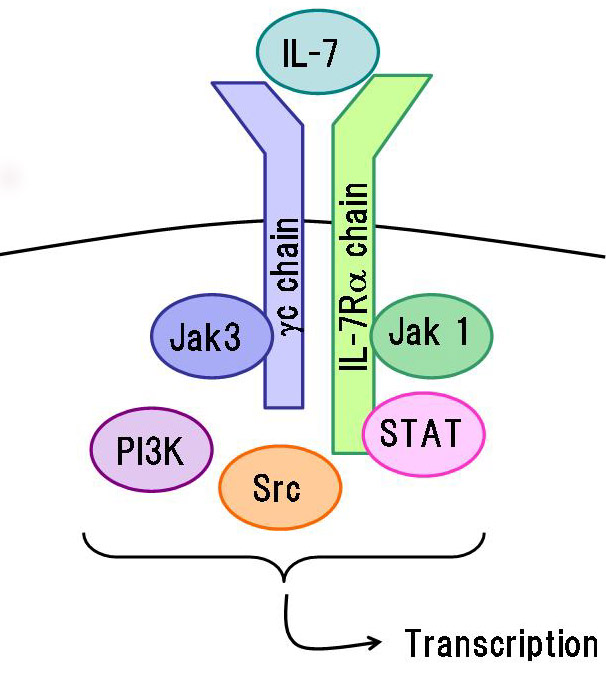
白介素-7受体与相关信号传导蛋白

白细胞介素-7受体（Interleukin-7 receptor，IL7R），简称白介素-7受体，是一种I型细胞因子受体，能结合白细胞介素-7（IL7）。它由白介素-7受体α亚基（CD127）与γ亚基（CD132）组成。其中γ亚基与IL-2、IL-4、IL-15等的受体共用，α亚基与胸腺基质淋巴细胞生成素（TSLP）的受体共用。